# Thomas Gebauer
Thomas Gebauer (Augusta, 30 giugno 1982) è un ex calciatore tedesco, di ruolo portiere, vice allenatore dell'Amstetten.

## Carriera

### Club
Debutta il 27 agosto 2006 nel pareggio 1-1 contro l'Austria Vienna,sotto la guida di Helmut Kraft.

## Palmarès

### Club

#### Competizioni nazionali
- Coppa d'Austria: 1

Ried: 2010-2011